# Megalycinia
Megalycinia là một chi bướm đêm thuộc họ Geometridae.